# Franco Califano
(Franco Califano)
Francesco Califano, detto Franco (Tripoli, 14 settembre 1938 – Roma, 30 marzo 2013), è stato un cantautore, produttore discografico, attore, compositore e poeta italiano. Soprannominato Il Califfo, durante la sua carriera ha scritto complessivamente, tra poesie e canzoni, oltre 1 000 opere oltre a numerosi testi per altri artisti, molti dei quali diventati vere e proprie hit.
Negli anni settanta e ottanta i media posero spesso l'accento più su alcuni aspetti della sua vita privata che sulla sua vita artistica, a causa dello stile di vita sregolato ed eccentrico, oltre che per alcune vicende giudiziarie (dalle quali venne sempre assolto in formula piena).
In oltre cinquant'anni di attività musicale, Califano ha collaborato con numerosi artisti come Mia Martini, Patty Pravo, Mina, Iva Zanicchi, Ornella Vanoni, Edoardo Vianello, Amedeo Minghi, Peppino di Capri, Ricchi e Poveri, Renato Zero, Loretta Goggi e Toto Cutugno. Durante la sua carriera ha venduto oltre venti milioni di dischi in tutto il mondo.

## Biografia

### Gli inizi
Nacque il 14 settembre 1938 su un aereo che sorvolava Tripoli: i genitori vivevano in Libia, all’epoca territorio italiano, e la madre ebbe le doglie mentre stava viaggiando, costringendo il pilota a un atterraggio di emergenza. Il padre Salvatore (di Pagani), in servizio nel Regio Esercito, e la madre Jolanda Ianniello (di Nocera Inferiore) risiedevano lì da alcuni mesi, avendo già una figlia, Liliana. Subito si trasferirono a Roma ma allo scoppio della seconda guerra mondiale la famiglia rientrò a Pagani per alcuni anni. In seguito, a guerra conclusa, la famiglia tornò a Roma, in via Sisto IV, in zona Primavalle, dove nacque Guido, l'ultimo figlio, e dove poco tempo dopo il padre Salvatore morì prematuramente.
Dopo le scuole dell'obbligo passate, per volere dei suoi genitori, prevalentemente in collegi ecclesiastici tra i quali il Collegio Sant'Andrea ad Amalfi, si iscrisse a un corso serale di ragioneria presso l'ITCG "Ludovico Ariosto" perché, "rapito" dalla vita notturna, non riusciva a essere puntuale ai corsi mattutini. Contemporaneamente agli studi cominciò a scrivere poesie ma, dopo aver preso coscienza che scrivere versi non gli avrebbe fruttato il guadagno sperato, cominciò a scrivere testi di canzoni, attività che gli suscitò fame di novità portandolo a sperimentare differenti generi musicali, dalle ballate popolari sino agli standard americani.
Nello stesso tempo esordì nei fotoromanzi trasferendosi da Roma a Milano collaborando con le edizioni di Grand Hotel e Lancio. Dopo un breve periodo, rientrò nella capitale e a 19 anni si sposò con Rita Di Tommaso dalla quale ebbe una figlia, Silvia. Si separò pochi mesi dopo.

### Il successo come autore
Le sue frequentazioni in ambito artistico lo portarono a collaborare con diversi artisti allora in voga che apprezzarono il suo stile disincantato e trasgressivo. I suoi primi testi di successo sono E la chiamano estate scritta nel 1965 insieme a Laura Zanin per Bruno Martino che la presentò al Festival delle Rose 1965, e La musica è finita scritta nel 1967 insieme a Nicola Salerno e musicata da Umberto Bindi per Ornella Vanoni. Quest'ultimo è uno fra i brani di maggior successo dell'artista lombarda e un classico della musica italiana. La Vanoni interpretò una cover di E la chiamano estate seguita poi da Mina, con la quale Califano collaborò successivamente: nel 1973 infatti scrisse i testi dell'LP Amanti di valore, e vent'anni dopo, nel 1990, la cantante fece una cover di Un'estate fa, portata al successo da Califano un anno prima.
Nel 1970, grazie all'ottima fama acquisita come autore, firma un contratto con la CGD e nel 1972 esce il suo primo album 'N bastardo venuto dar sud che contiene il brano Semo gente de borgata, cantato da I Vianella. Nello stesso anno viene arrestato per possesso di stupefacenti, venendo poi assolto: nel caso furono coinvolti anche Walter Chiari e Lelio Luttazzi. Comincia così una serie di problemi con la giustizia che lo accompagneranno nei successivi due decenni.
Nel 1973 compone un brano destinato a ottenere un grandissimo successo, un vero e proprio cavallo di battaglia per l'interprete: si tratta di Minuetto, scritto insieme con Dario Baldan Bembo per Mia Martini. Il brano diventa il 45 giri più venduto di quell'anno restando nelle classifiche italiane per 22 settimane consecutive e raggiungendo la seconda posizione. Mia Martini di questo brano scrisse una cover in spagnolo e una in francese. Nel medesimo anno scrive Un grande amore e niente più per Peppino di Capri, insieme a Claudio Mattone, Ernest John Wright e Giuseppe Faiella, che vince il Festival di Sanremo 1973.

### Il successo come cantante
Mentre l'attività di autore per i colleghi prosegue, quella di cantante non ottiene lo stesso successo, ma solo fino al 1976, anno in cui esce l'album Tutto il resto è noia che vende oltre 1 000 000 di copie e resta in classifica per sette settimane. I brani Tutto il resto è noia, Me 'nnammoro de te e Bimba Mia, contenuti nell'album, diventeranno tre dei suoi più grandi successi. Califano comincia così a bruciare le tappe anche come cantante; tra i suoi monologhi, Avventura con un travestito è forse il più conosciuto. Il talento genuino e l'insolita schiettezza gli valsero l'appellativo di Pasolini della canzone (come riportato da la Repubblica riferendosi al suo sito web).
Califano nel frattempo comincia ad attrarre nuove generazioni di fan, interessati alle tematiche dei suoi testi e affascinati dalla sua fama di latin lover. All'attività di cantautore si aggiungono quelle di attore, dal 1979 in poi, con i film Gardenia, il giustiziere della mala (1979), Due strani papà (1984) con Pippo Franco, insieme al quale realizza la musica e i testi della colonna sonora, Viola bacia tutti (1998) e Questa notte è ancora nostra (2008). Diventa inoltre personaggio televisivo, scrittore e saggista con la pubblicazione di alcuni libri: Ti perdo - Diario di un uomo da strada, Il cuore nel sesso, Sesso e sentimento e Calisutra - Storie di vita e casi dell'amore raccontati dal maestro.
Califano tenta anche la strada di produttore discografico nella Lupus Records, sussidiaria della Dischi Ricordi, lavorando con Ricchi e Poveri, Jo Chiarello, Stefano Rosso, Gino Santercole, Donatella Rettore, Pippo Franco, Gabriella Ferri e Giampiero Artegiani. Nel 1980 esce l'album ...tuo Califano contenente il brano Ce stanno altre cose, cantato anche da Loretta Goggi che lo proporrà in alcune delle sue apparizioni televisive. Nel 1981 pubblica l'album La mia libertà contenente la canzone omonima, che resta in classifica per dieci settimane arrivando al terzo posto.
Nel 1988 partecipa al Festival di Sanremo nella categoria "Campioni" con una canzone scritta insieme con Toto Cutugno (che compone le musiche), "Io (per le strade di quartiere)". Il brano si piazza 13º nella classifica finale, raggiungendo anche il 39º posto nella "Hit Parade" dei singoli più venduti dello stesso anno.

### Problemi giudiziari

Franco Califano arrestato nel marzo 1984

Nel 1984 Califano viene arrestato dai carabinieri, che irrompono nella sua villa di Primavalle, con l'accusa di associazione per delinquere di stampo camorristico e traffico di stupefacenti. Finisce in carcere nell'ambito di un maxi blitz contro gli affiliati alla Nuova Camorra Organizzata di Raffaele Cutolo, in cui viene coinvolto anche il noto conduttore televisivo Enzo Tortora. Le accuse si basano sulle dichiarazioni di pentiti: secondo Giovanni Melluso, detto "Gianni il bello" o "Cha-Cha", e Pasquale D'Amico (due dei principali accusatori di Enzo Tortora), Califano avrebbe spacciato cocaina nel mondo dello spettacolo per conto del boss camorrista Raffaele Cutolo e del malavitoso milanese Francis Turatello e nel 1978 avrebbe cantato a una festa dedicata a Cutolo, ricevendo come pagamento 250 grammi di cocaina.
Califano non negherà mai la sua fraterna amicizia con Turatello (da lui raccontata nel libro autobiografico Senza manette): infatti il bambino fotografato con lui sulla copertina dell'album Tutto il resto è noia è il figlio di Turatello, Eros. Tuttavia Califano negherà qualsiasi coinvolgimento in attività criminali. Nel processo che seguì Califano è stato infine assolto insieme con Enzo Tortora e molti altri imputati "perché il fatto non sussiste" poiché i giudici ritennero le accuse dei pentiti inattendibili e i fatti contestati non provati.

Durante quest'ultima esperienza carceraria compone l'album Impronte digitali, che si basa soprattutto su esperienze vissute durante la detenzione. Califano ricorderà questo periodo ripetutamente nei suoi libri e nelle sue interviste. Nel 2010, in un'intervista a L'Espresso, lo stesso Gianni Melluso ammetterà di aver incastrato Califano sulla base di pure invenzioni, così come già accaduto nei confronti di Enzo Tortora:

### Gli anni novanta, duemila e duemiladieci e l'ultimo film

Mia Martini, interpretò Minuetto, uno dei brani più noti scritti da Califano

Nel 1989 partecipa al matrimonio dell'amico Diego Armando Maradona, allora giocatore del Napoli, a cui in seguito manderà il suo libro autobiografico in cambio di una maglietta autografata. Nel 1992 reinterpreta Un'estate fa, cover di Une belle histoire del cantante francese Michel Fugain con il testo italiano di Califano, che inizialmente fu incisa dagli Homo Sapiens nel 1972 e poi da Mina che la incluse nel suo album Ti conosco mascherina.
Nel 1994 partecipa alla quarantaquattresima edizione del Festival di Sanremo con la canzone Napoli scritta insieme con Alberto Laurenti e Antonio Gaudino.
Nel 2005 partecipa, nella categoria Classic, alla cinquantacinquesima edizione del Festival di Sanremo con il brano Non escludo il ritorno scritto insieme con l'amico Federico Zampaglione, classificandosi al sesto posto della classifica finale. Nel 2006 partecipa alla terza edizione del reality show Music Farm, condotto da Simona Ventura. Nel 2008 pubblica l'autobiografia Senza manette, scritta con Pierluigi Diaco.
Nel 2010, a causa del suo stato precario di salute, dovuto alla rottura di tre vertebre in seguito a una caduta dalle scale, non poté, per un periodo, continuare a fare le serate e, non bastandogli i soldi percepiti dalla SIAE come diritti d'autore, invocò la legge Bacchelli per gli artisti che versano in situazione di grave indigenza. La presidente della Regione Lazio Renata Polverini lo incontrò e decise di coinvolgerlo negli eventi della regione.
Il 20 febbraio 2012 si è esibito in concerto al Teatro Sistina; il 3 agosto successivo oltre 5 000 persone hanno assistito a un suo concerto in piazza San Giovanni in Laterano a Roma nell'ambito del San Giovanni Summer Village. Sempre nello stesso anno incide con Simone Cristicchi e il coro dei ragazzi del carcere minorile di Nisida la canzone Sto a cercà lavoro, pubblicata su CD singolo, il cui ricavato viene versato in beneficenza. L'ultimo film a cui ha preso parte, Roma nuda, resta inedito per il grande pubblico tranne che per la proiezione privata avvenuta a Roma nel 2012.
Il 14 ottobre è stato ospite, con l'amico Edoardo Vianello, a Domenica in da Lorella Cuccarini, mentre il 9 dicembre ha preso parte a Domenica Live da Barbara D'Urso; in entrambi i casi è apparso in condizioni di salute preoccupanti. L'ultima sua intervista è stata data l'8 marzo al giornalista Emanuele Carioti per l'emittente televisiva romana T9. Il 18 marzo 2013 Califano si è esibito al Teatro Sistina di Roma; tre giorni dopo ha tenuto il suo ultimo concerto al Club Ueffilo di Gioia del Colle.

### La morte
Muore nella sua villa di Acilia, quartiere periferico di Roma, a causa di un arresto cardiaco, il 30 marzo 2013, all'età di 74 anni.
Il 1º aprile venne allestita la camera ardente al Campidoglio nella sala della Protomoteca del Palazzo Senatorio, alla quale hanno fatto visita moltissime persone, anche dell'ambiente dello spettacolo. Il giorno seguente vennero celebrati i funerali religiosi presso la basilica di Santa Maria in Montesanto, nota come Chiesa degli artisti a piazza del Popolo. Dopo la cerimonia, per sua volontà è stato tumulato nel cimitero comunale di Ardea accanto al fratello Guido (1943-1994) e al nipote Fabrizio (1969-1994), figlio del fratello. Volontà ritardate per mesi a causa di ostacoli burocratici. Come epitaffio sulla tomba, per sua richiesta, è stata apposta la frase «Non escludo il ritorno», titolo dell'omonima canzone con cui prese parte al Festival di Sanremo 2005.

## Vita privata
Si sposò a ottobre 1958 con Rita Di Tommaso: da questa relazione nacque a settembre 1959 la figlia Silvia, dalla quale avrebbe poi avuto la nipote Francesca. L'unione tra i due coniugi durò circa tre anni, fino a febbraio 1960, per concludersi con il divorzio negli anni '70.
Ha avuto una lunga relazione con l'attrice Mita Medici.
Si è sempre presentato come un disincantato amante latino, cinico eppure romantico, vantando migliaia di conquiste femminili: lui stesso ha raccontato di aver avuto il suo primo rapporto in età preadolescenziale, con la madre di un amico (in interviste diverse, l'età varia dagli 8 ai 13 anni).
Aveva tatuato sull'avambraccio destro la frase Tutto il resto è noia.
Era tifoso dell'Inter.

### Politica
Politicamente conservatore, da giovanissimo frequentò la sede del Movimento Sociale Italiano sita nel Quadraro. Quando fu arrestato nel 1984 scrisse una lettera per chiedere aiuto e sostegno a Bettino Craxi: il leader socialista gli fu vicino e, dopo questo episodio, i due divennero amici. Alle elezioni politiche del 1992 si è candidato con il PSDI, senza però essere eletto: ottenne infatti solo 198 preferenze nella circoscrizione Roma-Viterbo-Latina-Frosinone. Nel 2002 partecipò, cantando, al 40º compleanno del coordinatore regionale di Forza Italia della Campania e sottosegretario all'Ambiente, Antonio Martusciello. Califano, invitato dalla moglie di Martusciello e organizzatrice del compleanno, intervenne all'evento, svoltosi a Palazzo Ferrajoli, con la sua compagna di allora, Monica Ciccolini, già candidata alle elezioni regionali del Lazio nella lista di Forza Italia.
Nel 2008, in occasione del suo settantesimo compleanno festeggiato a piazza Navona, ha affermato: "Io sono liberale, anticomunista. Ho chiesto al sindaco Alemanno, mio caro amico, di poter cantare in qualche bella piazza. E lui mi ha fatto un meraviglioso regalo. Per 5 anni mi hanno impedito di cantare perché mi hanno bollato come uno di destra. Conoscevo bene sia Rutelli sia Veltroni: il primo si è sempre comportato bene, il secondo mi ha ignorato. E non so perché…". Nel 2007, Franco Califano fu insignito della cittadinanza onoraria del comune di Pagani, sua città di origine, dal sindaco di Forza Italia di allora, Alberico Gambino.

### Religione
Si è sempre considerato cattolico. La religione ha avuto un ruolo importante, soprattutto nell'ultima parte della sua vita, quando s’è riavvicinato al mondo del cristianesimo grazie al magistero di papa Benedetto XVI, in quanto lo riteneva un importante punto di riferimento.

## Stile musicale e compositivo
Autore di testi, musiche, sonetti e colonne sonore, Califano si è dedicato all'interpretazione di numerosi brani provenienti dalla tradizione romana. Va comunque ricordato che la maggioranza della sua discografia è composta da brani in lingua italiana mentre era solito prediligere il dialetto romanesco per le poesie.
Dotato di una voce roca e baritonale e di un timbro particolarmente cupo, soprattutto in età avanzata, Califano era anche un musicista. Oltre alla passione per la chitarra era anche un discreto pianista nonostante tale strumento fosse da lui prediletto solo nella fase compositiva e quasi mai in quella esecutiva.
Dico sempre quello che mi va.»
(Franco Califano, dal brano "La mia libertà")
I temi delle sue opere erano spesso variegati e mai scontati e passavano da profonde analisi dei sentimenti umani, a descrizioni di storie amorose fino a racconti a sfondo comico. Una caratteristica dei suoi testi, soprattutto quelli dialettali, è l'utilizzo di volgarità; queste erano però utilizzate consapevolmente dal Califfo che le adoperava rendendole parte integrante della cornice narrativa dell'opera.

## Come autore e poeta

### Opere principali
Come cantautore sono da annoverare tra i suoi grandi successi:
- Tutto il resto è noia (su musica di Frank Del Giudice)
- Fijo mio (su musica di Amedeo Minghi)
- Tac..! (autore anche della parte musicale)
- La mia libertà (autore anche della parte musicale)
- Io nun piango (dedicata all'amico Piero Ciampi, autore anche della parte musicale assieme a Frank Del Giudice)
- Ti perdo
- Io (per le strade di quartiere) con la quale partecipò a Sanremo nel 1988
- Un tempo piccolo, scritta con Alberto Laurenti e Antonio Gaudino, brano reinciso dai Tiromancino e da Mina

Come musicista, Califano firmò alcune colonne sonore: da ricordare Due strani papà, film di cui fu anche protagonista con Pippo Franco.

### Come poeta
Franco Califano fu anche autore di molte composizioni poetiche, spesso in forma di sonetto, tra cui Secondo me l'amore, che dà il titolo a uno dei suoi album, Il gigante de casa, Beata te, te dormi, Nun me portà a casa.
Restano famose alcune poesie umoristiche e licenziose come:
- Pasquale l'infermiere (gravidanza illegittima)
- Cesira (ossessione della perfezione e donna-oggetto)
- Avventura con un travestito
- La seconda (moglie quasi ninfomane)

### Per altri artisti
Da sempre autore di testi e poesie, era famoso per canzoni spesso cantate in proprio, ma molto più frequentemente scritte per altri artisti:
- Mia Martini (Minuetto, scritta in coppia con Dario Baldan Bembo, La nevicata del '56 scritta nel testo con Carla Vistarini e Luigi Lopez e Il guerriero, scritta con Maurizio Piccoli)
- Ornella Vanoni (La musica è finita, su musica di Umberto Bindi, scritta con Nisa, Una ragione di più, scritta con Mino Reitano, Quando arrivi tu scritta con Mauro Pagani, Sto con lui scritta con Ornella Vanoni)
- Peppino di Capri (Un grande amore e niente più, che vince il Festival di Sanremo 1973)
- Bruno Martino (E la chiamano estate, scritta in coppia con lo stesso Martino)
- I Vianella (Semo gente de borgata, Da molto lontano)
- Caterina Caselli (Le ali della gioventù, Che strano amore e Un po' di te)
- Ricchi e Poveri (In questa città, scritta con Edoardo Vianello e i fratelli Capuano, compose molte tracce dell'album di esordio del gruppo)
- Alice (La festa mia, ancora col nome anagrafico Carla Bissi)
- Il Giardino dei Semplici (Non si può leggere nel cuore, scritta con Totò Savio)
- Loretta Goggi (Le notti d'agosto, Ce stanno altre cose, M'ama non m'ama)
- Daniela Goggi (Tu e l'estate)
- Mina (Amanti di valore (1973), scrisse l'intero album con musiche composte da Carlo Pes)
- Patty Pravo (Io so amare così (2019), inedito lasciato in eredità alla cantante veneziana nel proprio testamento artistico e completato nella parte musicale da Frank Del Giudice)
- Suo è anche il testo di Un'estate fa, versione italiana di Une belle histoire, del cantante francese Michel Fugain scritta per gli Homo Sapiens che l'hanno cantata nel 1972 e riprodotta in chiave moderna nel 1993

## Come produttore discografico
Califano è stato anche un produttore discografico, scoprendo e lanciando tra gli altri i Ricchi e Poveri. La band venne presa in simpatia dal Califfo, suggerendo loro di adottare il nome che tuttora portano, il motivo è semplice: "Siete ricchi di idee e poveri di soldi", disse. Così decise di diventare il loro produttore e creò per loro un nuovo look, che comprendeva un taglio maschile per i capelli di Angela Brambati e un'ossigenata a quelli di Angelo Sotgiu e Marina Occhiena.
Nel 1981 fondò, con alcuni soci, la Lupus, etichetta con cui lancia tra gli altri Jo Chiarello e Giampiero Artegiani.

## Partecipazioni al Festival di Sanremo
Le sue partecipazioni come interprete al Festival di Sanremo (a differenza di quelle come autore cui vanta una vittoria) non furono particolarmente fortunate. La sua prima apparizione risale al 1988, con Io per le strade di quartiere, scritta insieme con Toto Cutugno che l'ha musicata. Vi tornò nel 1994 con Napoli scritta con Alberto Laurenti e Antonio Gaudino e nel 2005 con Non escludo il ritorno, scritta assieme ai Tiromancino.
| Anno e categoria         | Brano                           | Interprete      | Autori                                              | Piazzamento   |
| ------------------------ | ------------------------------- | --------------- | --------------------------------------------------- | ------------- |
| Festival di Sanremo 1988 | Io (per le strade di quartiere) | Franco Califano | Franco Califano e Toto Cutugno                      | 13º posto     |
| Festival di Sanremo 1994 | Napoli                          | Franco Califano | Franco Califano, Alberto Laurenti e Antonio Gaudino | 20º posto     |
| Festival di Sanremo 2005 | Non escludo il ritorno          | Franco Califano | Franco Califano e Federico Zampaglione              | Non finalista |

### Partecipazioni come autore
| Anno e categoria         | Brano                        | Interprete                     | Autori                                                           | Piazzamento   |
| ------------------------ | ---------------------------- | ------------------------------ | ---------------------------------------------------------------- | ------------- |
| Festival di Sanremo 1967 | La musica è finita           | Ornella Vanoni, Mario Guarnera | Nisa, Umberto Bindi e Franco Califano                            | 4º posto      |
| Festival di Sanremo 1973 | Un grande amore e niente più | Peppino di Capri               | E.J. Wright, Claudio Mattone, Giuseppe Faiella e Franco Califano | 1º posto      |
| Festival di Sanremo 1981 | Che brutto affare            | Jo Chiarello                   | Franco Califano e A. Varano                                      | Non finalista |
| Festival di Sanremo 1990 | La nevicata del '56          | Mia Martini                    | Franco Califano, Carla Vistarini, Massimo Cantini e Luigi Lopez  | 6º posto      |

## Discografia
- 1972 - 'N bastardo venuto dar sud (CGD FGL 5116)
- 1973 - L'evidenza dell'autunno (CGD 69055)
- 1975 - Secondo me, l'amore... (CGD 69123)
- 1975 - 24-07-1975 dalla Bussola (CGD 69215) (live)
- 1977 - Tutto il resto è noia (Ricordi, SMRL 6199)
- 1977 - Tac..! (Ricordi, SMRL 6216)
- 1979 - Ti perdo... (Ricordi, SMRL 6241)
- 1980 - ...tuo Califano (Ricordi, SRML 6261)
- 1981 - La mia libertà (Ricordi, SMRL 6277)
- 1982 - Buio e luna piena (Lupus, LULP 14909)
- 1982 - In concerto dal Blue Moon di Ogliastro Marina (Lupus, ALULP 214913) (live)
- 1983 - Io per amarti... (Lupus, LULP 14915)
- 1984 - Impronte digitali (Lupus, LULP 14916)
- 1985 - ...Ma cambierà (Ricordi, SMRL 6353)
- 1987 - Il bello della vita (Ricordi, SMRL 6370)
- 1988 - Io (Ricordi, STVL 6378)
- 1989 - Coppia dove vai (Ricordi, SMRL 6403)
- 1990 - Califano (Ricordi, SMRL 6414)
- 1991 - Se il teatro è pieno (Ricordi, SMRL 6443)
- 1992 - In concerto dal Blue Moon di Ogliastro Marina 2 (Fonit Cetra, CDL 334) (live)
- 1994 - Ma io vivo (Nuova YEP Record, 475903 2)
- 1995 - Giovani uomini (NAR, 04429 5002-2)
- 1999 - Tu nell'intimità (NAR, 2163-2)
- 2001 - Stasera canto io (NAR, 3044-2)
- 2001 - Vive chi vive (NAR, 672004) (EP)
- 2003 - Le luci della notte (EMI)
- 2005 - Non escludo il ritorno (Magika, MGK 519867 2)
- 2009 - C'è bisogno d'amore (Sony Music, 88697537192)

## Filmografia

### Cinema
- Appuntamento a Ischia, regia di Mario Mattoli (1960)
- Appuntamento in Riviera, regia di Mario Mattoli (1962)
- Notti nude, regia di Ettore Fecchi (1963)
- Sciarada alla francese (Cherchez l'idole), regia di Michel Boisrond (1964)
- Gardenia il giustiziere della mala, regia di Domenico Paolella (1979)
- Due strani papà, regia di Mariano Laurenti (1984)
- Viola bacia tutti, regia di Giovanni Veronesi (1997)
- Questa notte è ancora nostra, regia di Paolo Genovese e Luca Miniero (2008)
- Roma nuda, regia di Giuseppe Ferrara (2012) – proiezione privata a Roma

### Televisione
- Il ritorno di Ribot, regia di Pino Passalacqua – miniserie TV (1991)
- Noi di settembre, regia di Stefano Veneruso – documentario (2011)

## Opere letterarie
- Ti perdo. Diario segreto di un uomo da strada, Milano, Davoli, 1979
- Monologhi e poesie romanesche, Roma, Califfo, 1991
- Il cuore nel sesso. Libro sull'erotismo, il corteggiamento e l'amore scritto da uno pratico, Roma, Castelvecchi, 2000. ISBN 88-8210-228-9
- Sesso e sentimento, Santarcangelo di Romagna, Keybook, 2004
- Il Calisutra. Storie di vita e casi dell'amore raccontati dal maestro, Roma, Castelvecchi, 2006. ISBN 88-7615-136-2
- Senza manette, intervista con Pierluigi Diaco, Milano, Mondadori, 2008. ISBN 978-88-04-57327-2

## Riconoscimenti
- Premio Mia Martini
  - 2006 – Alla carriera
- Premio Internazionale Cartagine[57]
  - 2014 – Alla memoria
- Lungo il Tevere ...Roma
  - 2015 – Premio Poeta Saltimbanco[58]

### Altri premi
- Nel 2016 è stato istituito il Premio ''Franco Califano'', rassegna svoltasi per la prima volta al Teatro Olimpico di Roma con giuria composta da Gianluca Grignani, Stefano D'Orazio, Alfredo Saitto e Roberto Gregori.[59]

## Omaggi
Califano è stato oggetto di numerose imitazioni da parte di molti artisti. Tra le più celebri, quella di Fiorello, proposta nel suo programma del 2001 Stasera pago io. Lo stesso Califano è stato ospite nella quinta puntata dello show. Tra gli altri imitatori di Califano anche i comici Max Tortora, Gianfranco Butinar e Andrea Perroni.
Il 30 giugno 2015 viene pubblicato dalla Hydra Music un nuovo brano inedito dal titolo Le mie donne.
Califano viene omaggiato nella serie televisiva Romanzo criminale in una scena nella quale l'artista canta la sua Tutto il resto è noia alla festa di matrimonio di uno dei componenti della banda della Magliana.
Il 14 settembre 2018 Patty Pravo rende noto di avere ricevuto in eredità da Califano un brano inedito dal titolo Io so amare così, che la cantante veneziana incide e pubblica nel 2019 all'interno del suo nuovo album.
Il 20 settembre 2019 esce Cos'è l'amore singolo prodotto da Don Joe in collaborazione con i rapper Ketama126 e Franco126, contenente una strofa inedita di Califano scritta insieme con Alberto Laurenti autore della musica. La stessa viene inserita all'interno dell'album "kety" di Ketama126.
Il 22 novembre 2022 viene pubblicato il libro Per fortuna e purtroppo, una raccolta di interviste con Franco Califano dal dicembre 1989 al marzo 2013.
Alcune piazze portano il nome di Franco Califano. La prima gli fu dedicata nel 1979, ancora in vita, a Borbona, in provincia di Rieti, anche se si trattava solo dell'omaggio di un fan in un'area privata, la seconda il 1º aprile 2023 ad Ardea. Il 14 maggio 2024 il III Municipio di Roma gli dedica la piazza all'interno del parco di Casale Nei in zona Vigne Nuove; segue un concerto-evento con canzoni di Califano interpretate da Alberto Laurenti e dalla voce di Nadia Natali e Maurizio Mattioli. Sempre ad Ardea, all'interno degli spazi del futuro Museo archeologico, nel 2014 è stata aperta al pubblico la "casa-museo Franco Califano", istituzione curata da Donatella Diana, già sua collaboratrice e amica; presso la stessa casa-museo nel 2017 si è tenuta una convention in suo onore, di cui è stato relatore Umberto Broccoli, dal titolo Parole e musica... appunti sull'anima.
Nel 2023 viene reso un omaggio al cantautore dal regista Stefano Sollima che lo inserisce in una foto con uno dei protagonisti del film, e inserisce la canzone "Tutto il resto è noia" nei titoli di coda del film Adagio.
Sempre nel 2023 la Fondazione Califano celebra il decennale della scomparsa del cantautore.
L'11 febbraio 2024 viene trasmesso in prima serata su Rai 1 il film biografico Califano, diretto da Alessandro Angelini.
Nel 2024 alla Festa del Cinema di Roma, nella sezione Freestyle - Arts, viene presentato in anteprima il documentario Franco Califano - Nun ve trattengo, regia di Francesca Romana Massaro e Francesco Antonio Mondini.